# Campus de Belle-Beille
Le Campus de Belle-Beille est un campus d'Angers situé à l'ouest de la ville à la limite de la commune de Beaucouzé. Il regroupe les composantes lettres, sciences humaines, et sciences de l'université d'Angers, des grandes écoles et le campus social à proximité d'Angers Technopole.

## Historique
Le campus a été créé sur d'anciens terrains agricoles en 1961, lors des travaux de la Faculté des Sciences, rejoint en 1966 par l'IUT d'Angers, l'un des onze premiers IUT créés en France. L'ESSCA, y déménage en 1969.  L'INH viendra ensuite s’installer au nord avant les bâtiments des lettres et sciences humaines de l'université d'Angers dans les années 1980 et les bâtiments des sciences quelque temps après.
Le Campus social viendra s’installer dans les années 1990.

## Composition

### Établissements
Enseignements :
- Université d'Angers

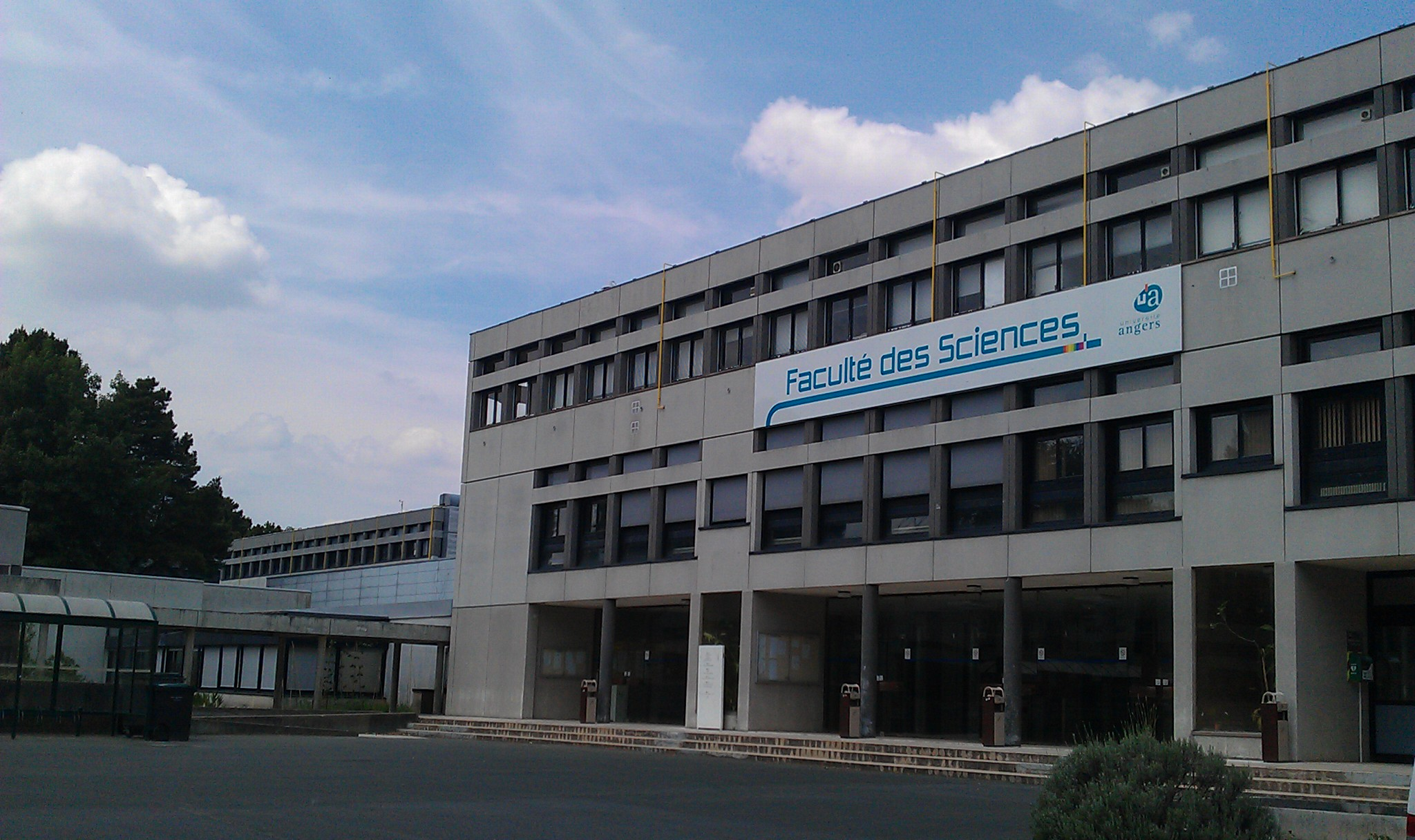
UFR Sciences : au premier plan, le bâtiment A (Direction et administration, amphis); au second plan, derrière, le bâtiment C (Enseignements de Chimie); à gauche, l'entrée du bâtiment B (Botanique et Microbiologie).

  - UFR de Lettres Langues et Sciences Humaines
  - UFR de Sciences
  - IUT d'Angers-Cholet
  - Institut des sciences et techniques de l'ingénieur d'Angers (ISTIA)

- École supérieure des sciences commerciales d'Angers (ESSCA)
- Institut agro Rennes-Angers, anciennement Agrocampus Ouest, (ex Institut National d'Horticulture)
- Campus social
- École supérieur des Pays de la Loire (ESPL)
- Institut Supérieur Sacré-Cœur (I2SC-CEFOC

Recherche :
- Institut national de recherche agronomique

### Équipements
- Restaurant universitaire L'Astrolabe
- Bibliothèque universitaire de Belle-Beille
- Galerie d'art Galerie 5
- Maison de la Technopole

### Accès
- Les lignes 1, 4, 6, 14 du réseau Irigo.
- Les lignes B et C du tramway d'Angers
- Accès rapide en provenance de Nantes ou Paris via la RN 23 (Avenue de l'Atlantique).